# Hartmut Schmidt (Fußballspieler)
Hartmut Schmidt (geboren am 30. Oktober 1953 in Stralsund) ist ein ehemaliger deutscher Fußballspieler.
Er spielte von 1973 bis 1975 bei Vorwärts Stralsund. In der Spiel-Saison 1974/1975, in der er acht Mal zum Einsatz kam, spielte er mit dem Stralsunder Verein in der Oberliga, der höchsten Spielklasse der DDR. Anschließend war er von 1976 bis 1980 bei der BSG KKW Greifswald aktiv.